# Vertikal
|  | Wiktionary har ordboksartiklar om vertikal och lodrät. |

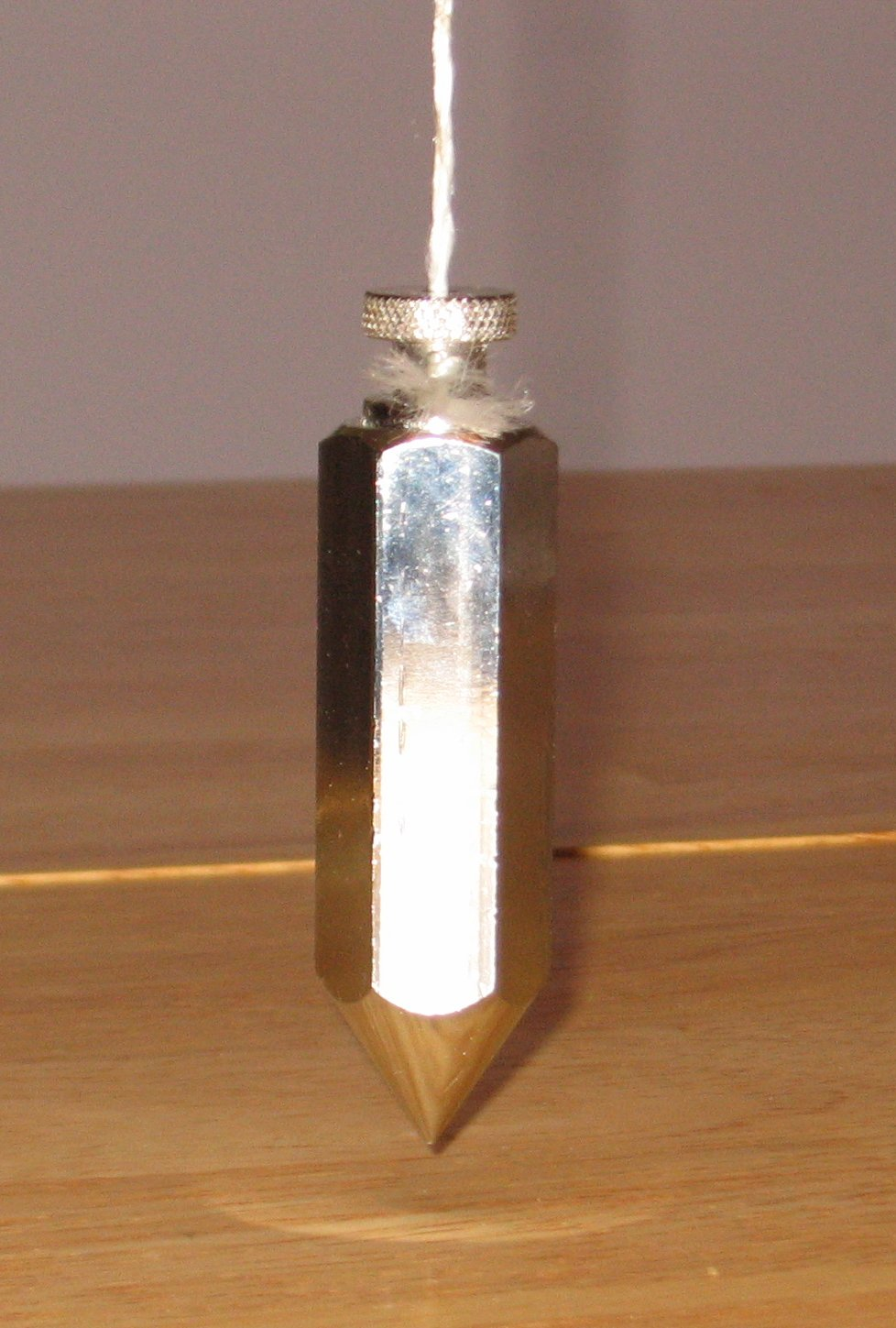
Lodlinje

Vertikal (från senlatin: verticālis, ungefär ”rakt ovantill”) eller lodrät, stundom stående, är den riktning eller linje, så kallad vertikallinje eller lodlinje, som anger åt vilket håll rakt neråt är i relation till situationen, såsom gravitationens dragningsriktning på en planet. Varje punkt på jordytan har sin särskilda lodlinje. Den riktning som är vinkelrät mot lodlinjen (motsatsen) heter horisontal (horisontell) eller vågrätt.
Riktmätning på jorden sker traditionellt genom ett så kallat lod, en tråd som sträcks ut mot gravitationens dragningspunkt genom en påhängd tyngd i ena änden, därav namnet lodrät. Andra namn är:
- astronomisk normal (jämför matematisk normal)
- perpendikular, perpendikulär eller perpendikel (av latin: perpendicularis, ”lodrät”)[1][2]
- sänkrät (se sänke)[3]
- zenitallinje (se zenit)

## Vertikalplan
Vertikalplan kallas ett plan, som går genom en vertikallinje. För varje punkt på jordytan finnas alltså oändligt många vertikalplan. Både vertikallinje och vertikalplan är vinkelräta mot ytan av stillastående vatten ("horisontalplan"). Den vertikala riktningen bestäms inte ensamt av jordens attraktionskraft, utan av resultanten till denna och den av jordens rotation framkallade centrifugalkraften. Därav följer, att lodlinjen i princip är riktad rätt emot jordens medelpunkt endast då centrifugalkraften ligger i rät linje med attraktionskraften (vid ekvatorn) eller då centrifugalkraften är noll (vid polerna).
I verkligheten går emellertid lodlinjen i allmänhet inte exakt genom jordens (geometriska) medelpunkt på grund av att jordens inre inte är homogen, det vill säga massfördelningen är ojämn. Detta leder till en lodavvikelse, vars storlek varierar från ort till ort.
Skärningslinjen mellan ett vertikalplan och himmelssfären kallas vertikalcirkel, eller ofta bara "vertikal".